# Inscryption
Inscryption est un jeu vidéo de construction de deck et d'horreur développé par Daniel Mullins Games et édité par Devolver Digital, sorti sur Microsoft Windows le 19 octobre 2021. Le jeu se déroule dans une cabane où le joueur tente de s'échapper en battant une force démoniaque à un jeu de cartes.
Il est le seul jeu vidéo indépendant à avoir remporté à la fois le Grand Prix de la Game Developers Conference et le Grand Prix Seumas McNally de l'Independent Games Festival, tous deux obtenus en 2022.

## Histoire
Le jeu est présenté comme une séquence vidéo filmée par Luke Carder, un créateur de contenu spécialisé dans les jeux de cartes à collectionner. Alors qu'il se filmait en train d'ouvrir des boosters d'un jeu de son enfance nommé "Inscryption", qu'il a acheté dans un vide-grenier, il découvrit des coordonnées géographiques sur l'une des cartes indiquant un emplacement proche de chez lui. Là bas, il trouve, enterrée sous la terre, une boîte contenant une disquette qui s'avère être une adaptation de Inscryption en jeu vidéo. Bien que Carder ne trouve aucune trace de son existence sur Internet, il allume le jeu, mais découvre qu'il ne peut pas démarrer une nouvelle partie et est à la place obligé de sélectionner l'option « Continuer la partie ».

### Acte I
En lançant la partie, le personnage incarné par Luke se retrouve dans une cabane face à un mystérieux maitre du jeu caché dans l'obscurité, Leshy. Ce dernier lui apprend les règles de base et le plonge dans une histoire où il est un randonneur égaré dans la forêt. Le personnage de Luke doit alors avancer sur le plateau et affronter divers adversaires à l'aide de cartes représentant des animaux ou des créatures fantastiques, et ce jusqu'au boss final qui est Leshy lui-même. Chaque fois que Luke perd, Leshy utilise un appareil photo magique qui piège l'âme du personnage dans une carte, et la partie recommence avec un nouveau protagoniste et de nouvelles règles. Et dans les cas où il gagne, son personnage est quand même changé en carte par Leshy.
Entre les tours, le personnage de Luke peut se déplacer dans la cabane et résoudre des énigmes pour obtenir des avantages durant les parties ; il rencontre également trois cartes douées de parole: l'Hermine, la Punaise et le Loup rabougri, qui s'associent avec le personnage de Carder pour trouver une pellicule et vaincre Leshy.
Après sa victoire, le personnage de Luke vole l'appareil photo, insère la pellicule et emprisonne Leshy dans une carte. Luke découvre ensuite le bouton « Nouvelle partie » qui manquait et après l'avoir acquis et sélectionné dans le menu, le jeu Inscryption se lance dans sa forme originale.

### Acte II
Dans la nouvelle partie, le jeu se déroule dans un monde gouverné par les « Scrybes », des personnages pouvant créer des cartes: Leshy, le Scrybe des Bêtes qui avait pris le contrôle du jeu dans la précédente sauvegarde, et qui capture l'âme des animaux qu'il photographie; J03, le Scrybe de la Technologie et anciennement l'Hermine, un robot qui utilise un scanner de particules pour copier la structure interne des robots; Grimora, la Scrybe des Morts et anciennement la Punaise, qui écrit des épitaphes sur des tombeaux et Magnificus, le Scrype de la Magie et anciennement le Loup rabougri, qui utilise son pinceau pour peindre ses élèves. Le personnage de Luke arrive dans ce monde pour défier les Scrybes et remplacer l'un d'eux. 
Entre deux sessions de jeu, Luke continue son enquête sur les origines de la disquette et contacte l'éditeur des cartes Inscryption, GameFuna. Ces derniers nient l'existence du jeu tout en exigeant avec force son retour, envoyant à plusieurs reprises une représentante pour renforcer la demande, que Luke renvoie. Il apprend également qu'une développeuse de GameFuna, Kaycee Hobbes, est mystérieusement morte alors qu'elle travaillait sur le jeu, et remarque que sa caméra subit un nombre croissant de dysfonctionnements étranges. Il apprend, via les PNJ du jeu, l'existence d'un fichier caché du nom de "ANCIENNES_DONNÉES" et est averti de ne surtout pas l'ouvrir.
Après avoir vaincu les quatre Scrybes, le personnage de Luke choisit un Scrybe à défier à nouveau dans l'espoir de prendre sa place, mais J03 apparaît et combat le joueur malgré tout. Il utilise alors une carte crée à partir de données corrompues qui lui permet de prendre le contrôle du jeu comme l'a fait Leshy.

### Acte III
Après la prise de contrôle de J03, Luke constate que le jeu a de nouveau été radicalement modifié : le personnage du joueur de Carder est maintenant piégé dans une usine, avec J03 agissant en tant que maître du jeu dans un jeu de table de sa propre conception, qui émule la forme originale du jeu, et dans lequel le but est de vaincre quatre "Hyperobots" pour accomplir "La Grande Transcendance".
D'abord attaché, J03 permet néanmoins au personnage de Luke de circuler dans son usine pour lui ramener des modules nécessaires à son jeu. Il peut ainsi explorer l'usine pour trouver des objets et des cartes qui l'avantageront, mais également d'autres informations sur le fichier "ANCIENNES_DONNÉES".
Au fil des parties, J03 accède à des éléments de l'ordinateur de Luke pour les utiliser dans son jeu, comme sa connexion Internet et l'accès à ses fichiers. Après la défaite du dernier Hyperobot, J03 demande au personnage de Luke d'aller vérifier l'état d'une caméra de surveillance. Ce dernier tombe sur Leshy, Grimora et Magnificus qui mettent en place un plan pour vaincre J03 et ramener le jeu à son stade d'origine. Ils demandent au protagoniste de continuer à jouer le jeu de J03 et le laisser gagner tandis qu'ils profiteront d'un moment d'inattention de ce dernier pour le neutraliser.
Durant la dernière phase du jeu, J03 s'adresse directement à Luke et révèle que sa version du jeu n'était qu'un stratagème pour accéder à son ordinateur, et que "La Grande Transcendance" n'est autre que la diffusion mondiale du jeu Inscryption via des boutiques de jeux en ligne. Mais avant que le processus ne soit terminé, les autres Scrybes apparaissent et tuent J03, faisant avorter son plan. 
Alors que Leshy et Magnificus pensaient que le jeu redeviendrait comme avant, Grimora profite de l'occasion pour commencer un effacement complet de la disquette du jeu Inscryption, estimant que la suppression de tout son contenu, y compris les Scrybes eux-mêmes, est pour le plus grand bien. Alors que le jeu est progressivement effacé, chacun des trois Scrybes joue à une dernière partie de cartes avec Luke, à qui ils s'adressent également directement, avant d'être supprimé, ne restant que le fichier "ANCIENNES_DONNÉES".
Bien qu'il ait été averti par les personnages du jeu de ne pas le faire, Luke ouvre le fichier caché. En voyant son contenu, il panique et détruit la disquette. Le lendemain, Luke contacte un journaliste, essayant d'expliquer son histoire et affirmant que ce qu'il a trouvé exposerait de graves méfaits de la part de GameFuna, mais est interrompu au milieu de l'appel par la représentante de l'entreprise qui le tue et entre dans sa maison pour récupérer ce qui reste de la disquette.

## Système de jeu
Inscryption est un jeu de construction de deck roguelike,,,.
Le jeu est divisé en trois actes, dans lesquels la nature de ce jeu de construction de deck change, mais les règles fondamentales du jeu de cartes restent les mêmes. Le jeu de cartes se joue sur une grille 3x4 qui est ensuite étendue à une grille 3x5 au cours du troisième acte ; le joueur joue ses cartes dans la rangée du bas, tandis que son adversaire joue les cartes à l'avance dans la rangée du haut, puis est automatiquement mis en jeu dans la rangée du milieu au tour suivant. Chaque carte a une valeur d'attaque et de santé. Au tour du joueur ou de l'adversaire, après que leurs cartes ont été jouées, chacune de leurs cartes attaque la carte de leur adversaire dans la même colonne, affectant leur valeur d'attaque à la santé de cette carte, et si cela réduit la santé à zéro ou moins, cette carte est supprimée. Si la carte attaquante est sans opposition, alors la carte attaque directement l'adversaire avec autant de dégâts. Les dégâts sont enregistrés sur une balance en utilisant des dents pour chaque dégât subi par ce joueur. Le but est de faire pencher la balance du côté de l'adversaire d'une différence de cinq dents avant qu'il ne puisse faire de même du côté du joueur. En plus de la valeur d'attaque, chaque carte possède divers sceaux représentant des capacités spéciales telles que la capacité de survoler un bloqueur ou d'attaquer plusieurs colonnes à chaque tour.

## Développement

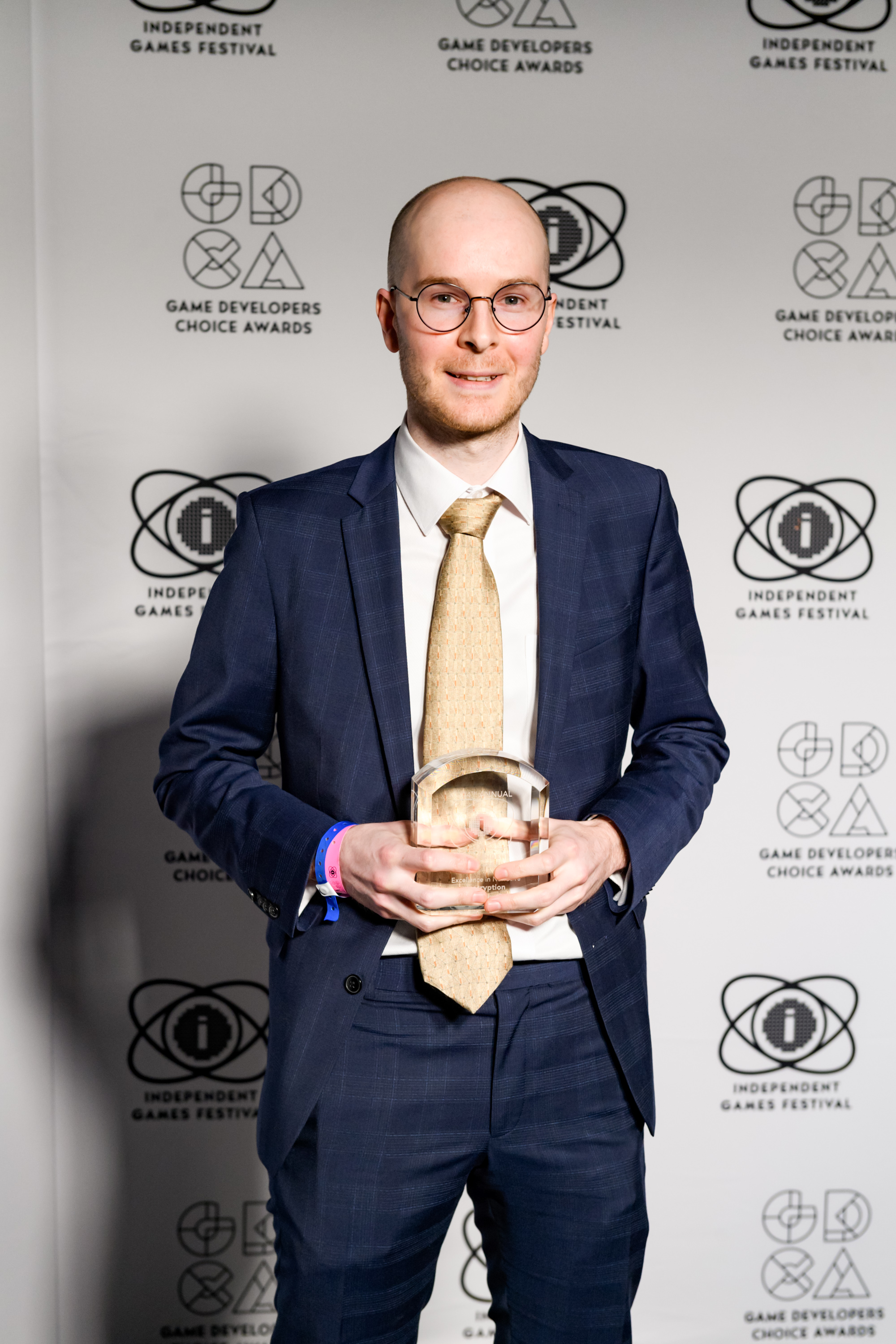
Le développeur Daniel Mullins, ici en mars 2022 à sa réception du grand prix Seumas-McNally.

Le jeu a commencé comme un petit projet que Daniel Mullins a créé lors de la game jam Ludum Dare 43 en 2018, où le thème était « des sacrifices doivent être faits ». À l'époque, Mullins jouait à Magic : L'Assemblée et a été influencé par le mécanisme de sacrifice pour créer l'approche où le joueur sacrifierait des créatures pour en jouer d'autres. Cette idée s'est étendue au joueur sacrifiant virtuellement des parties de son propre corps pour influencer le jeu avec des effets négatifs qui peuvent en découler, comme sacrifier un œil qui limiterait son champ de vision. Après la game jam, Mullins a mis le jeu sur itch.io, où il a suscité l'intérêt des joueurs début 2019. Alors qu'il venait de terminer la sortie de The Hex, Mullins a décidé d'étendre le jeu, alors nommé Sacrifices Must Be Made, en un jeu complet. Initialement, Mullins avait envisagé d'étendre le jeu en un travail d'anthologie car il ne voyait pas immédiatement de voie pour étoffer la version Ludum Dare en un jeu complet, mais alors qu'il proposait des idées pour ce jeu plus vaste, il a vu une possibilité d'étendre le jeu de base dans plusieurs directions, y compris l'incorporation de vidéo plein écran.

## Accueil
Inscyption a reçu des « critiques généralement favorables » selon Metacritic.
Rock Paper Shotgun a fait l'éloge de l'équilibrage du jeu. Destructoid souligne la qualité du style artistique et les éléments d'horreur du jeu, mais critique les changements de gameplay des derniers chapitres. PC Invasion critique l'histoire, estimant qu'elle est absurde. PC Gamer critique les dernières heures du jeu, moins convaincantes. Eurogamer a apprécié les visuels du jeu, les décrivant comme « une réincarnation maudite de quelque chose que vous jouiez sur une disquette dans les années 1990 : une sorte d'aventure de faible fidélité mais éprouvante, mais détournée par une sorte de mal, puis tordu et noueux par la malveillance.".
Inscryption est nommé jeu de l'année (2021) par Polygon, IGN.

## Distinctions
En mars 2022, Inscryption devient le premier jeu à remporter à la fois le Grand Prix de la Game Developers Conference (GDC), et le Grand Prix Seumas McNally de l'Independent Games Festival (IGF). Lors de la cérémonie de remises des prix de l'IGF, il est également lauréat dans les catégories d'excellence en design, d'excellence narrative, et d'excellente auditive.